# Cerocida
Cerocida is een geslacht van spinnen uit de  familie van de Theridiidae (kogelspinnen).

## Soorten
- Cerocida ducke Marques & Buckup, 1989
- Cerocida strigosa Simon, 1894